# Oedhof (Eckental)
Oedhof ist ein Gemeindeteil des Marktes Eckental im Landkreis Erlangen-Höchstadt (Mittelfranken, Bayern). Oedhof liegt in der Gemarkung Benzendorf.

## Geografie
Das Dorf befindet sich etwa fünfeinhalb Kilometer nordöstlich des Ortszentrums von Eckental auf 392 m ü. NHN. Die Anbindung an das öffentliche Straßennetz wird durch eine Gemeindeverbindungsstraße hergestellt, die zum westlich gelegenen Nachbarort Benzendorf führt und dort in die Kreisstraße ERH 12 einmündet.

## Geschichte
Durch die Verwaltungsreformen im Königreich Bayern zu Beginn des 19. Jahrhunderts wurde Oedhof mit dem Zweiten Gemeindeedikt ein Bestandteil der Ruralgemeinde Benzendorf. Im Zuge der Gebietsreform in Bayern wurde Oedhof zusammen mit der Gemeinde Benzendorf 1972 ein Bestandteil der neu gebildeten Gemeinde Eckental. Im Jahr 2019 hatte Oedhof 82 Einwohner.

## Baudenkmäler

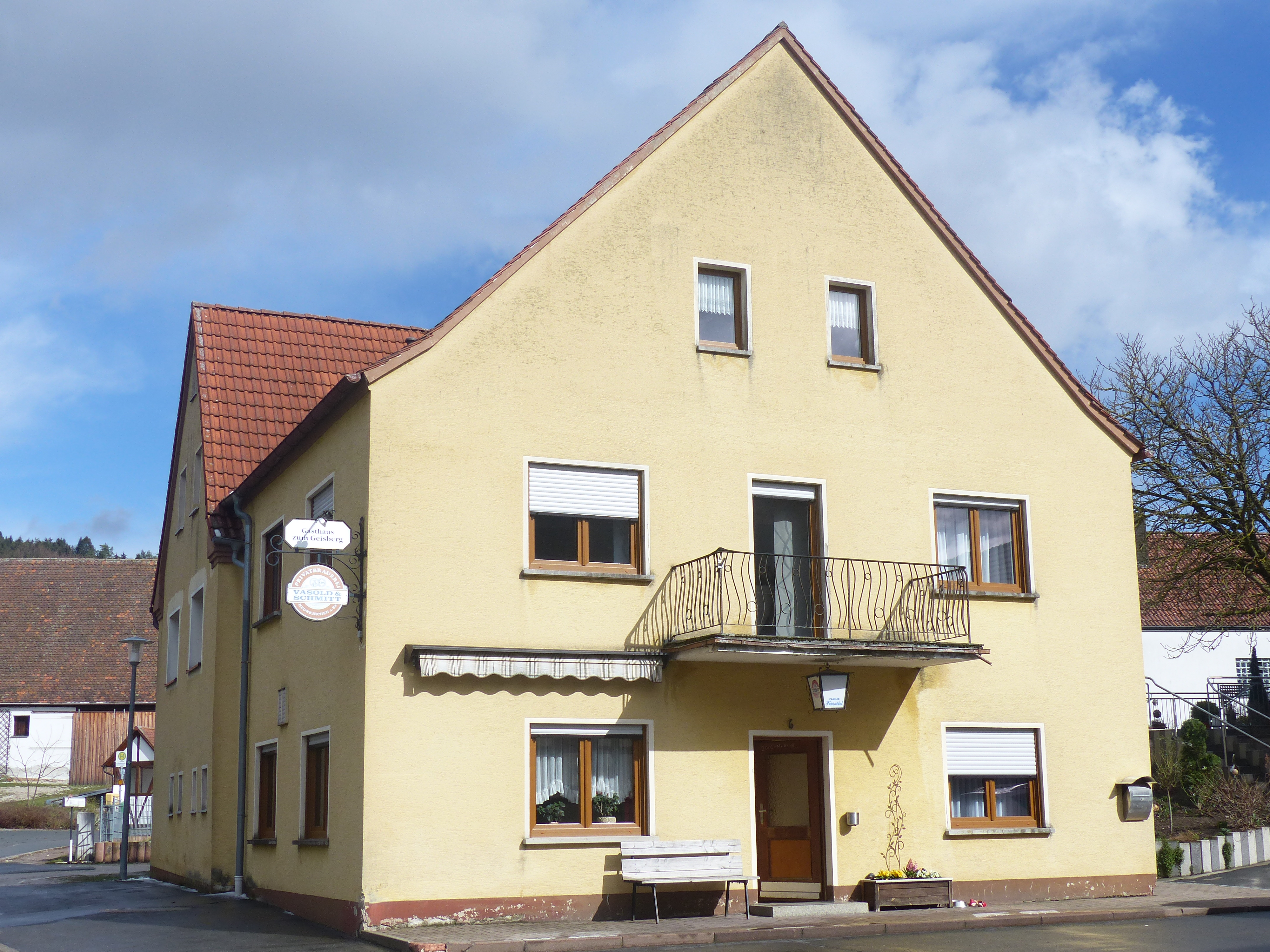
Denkmalgeschütztes Haus in Oedhof

In Oedhof befinden sich zwei Baudenkmäler, ein Haus und das Kruzifix eines Bauernanwesens.